# Bareyo
Bareyo – gmina w Hiszpanii, w prowincji Kantabria, w Kantabrii, o powierzchni 32,44 km². W 2011 roku gmina liczyła 2060 mieszkańców.